# ラウリ・マルムベルグ

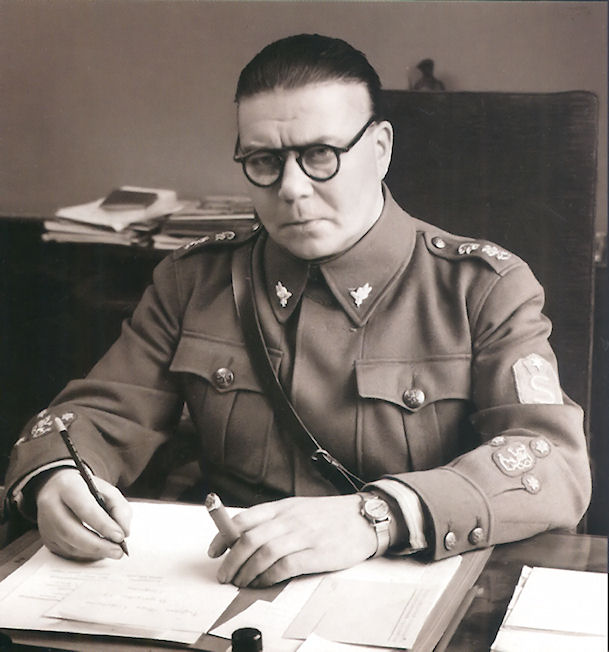
ラウリ・マルムベルグ

ラウリ・マルムベルグ（Kaarlo Lauri Torvald Malmberg；1888年5月8日 – 1948年）は、フィンランドの軍人。中将。
1918年、砲兵学校長となり、誕生したばかりのフィンランド軍の砲兵将校を訓練した。1918年～1921年、彼自身が編成した第1砲兵連隊の長となった。1924年～1925年、国防相。1925年4月～10月、フィンランド軍総司令官。1928年、自衛同盟（Siiojeluskunta）の長となり、1944年まで同盟を率いた（1941年に短期間、同職を離れる）。マルムベルグの指導の下、この武装国家主義組織は、大きな影響力を有し、フィンランド軍のための予備要員を準備した。1938年までに同盟員は10万人を数え、更に3万人の青年が加わり、その各種行事には100万人が参加した。この同盟の存在は、冬戦争におけるフィンランド軍の勝利を可能とした。
冬戦争初期、領域防衛軍総司令官となる。対ソ参戦、カレリアのフィンランドへの併合の支持者だった。フィンランドが連合国側に移った後、マルムベルグは退役した。